# Rhosus leuconoe
Rhosus leuconoe är en fjärilsart som beskrevs av Felder 1874. Rhosus leuconoe ingår i släktet Rhosus och familjen nattflyn. Inga underarter finns listade.